# Horní Líštná (Polsko)
Horní Líštná (polsky Leszna Górna, německy Ober Lischna) je obec v jižním Polsku ve Slezském vojvodství v okrese Těšín v gmině Holešov. Leží na území Těšínského Slezska v údolí říčky Líštnice mezi svahy Vružné a Ostrého vrchu na západě a Tulu na východě.
Obec se nachází přímo u polsko-českých hranic a zaujímá zhruba 5/6 původní vesnice Horní Líštná, jejíž západní část byla po rozdělení Těšínska v roce 1920 připojena k Československu a dnes tvoří stejnojmennou městskou část Třince.
Dějiny vesnice sahají do dob německé kolonizace na konci 13. století, první zmínka o ní pochází z listiny vratislavského biskupa Jindřicha z Vrbna vydané kolem roku 1305. K místním památkám patří pozdněbarokní katolický kostel sv. Martina postavený mezi lety 1719 až 1731.
V severní části obce se od roku 1950 nachází lom (nyní provozovaný podnikem Kosbud), ve kterém se těží těšínský vápenec. V 18. a 19. století se zde těžila i železná ruda pro potřeby ustroňské huti.
V Horní Lištné se v roce 1873 narodil Josef Koždoň, zakladatel Slezské lidové strany a vůdce slezského národního hnutí. Dalším místním rodákem byl evangelický pastor a spisovatel Jan Pindór (1852–1924).